# Isabel Gillies
Isabel Boyer Gillies (New York, 9 februari 1970) is een Amerikaanse actrice.

## Biografie
Gillies  heeft gestudeerd aan de New York University en haalde hier haar bachelor of fine arts in film.
Gillies begon in 1990 met acteren in de film Metropolitan. Hierna heeft zij nog meerdere rollen gespeeld in films en televisieseries. Het meest is zij bekend als de vrouw van rechercheur Elliot Stabler van de televisieserie Law & Order: Special Victims Unit waarin zij in eenendertig afleveringen speelde (1999-2011).
Gillies was van 1999 tot en met 2005 getrouwd en heeft hieruit twee kinderen. In 2007 is zij opnieuw getrouwd en is de stiefmoeder van zijn kind, en woont nu met haar gezin in Manhattan (New York).

## Filmografie

### Films
Uitgezonderd korte films.
- 2008 New Orleans, Mon Amour – als Kathryn
- 2002 Happy Here and Now – als Isabel
- 2002 On Line – als Moira Ingalis
- 2001 The Girl Under the Waves – als Isabel
- 1998 Chocolate for Breakfast – als K.C.
- 1996 Wishful Thinking – als Susan
- 1996 One Way Out – als Betsy
- 1996 I Shot Andy Warhol – als Alison
- 1995 The Vampire Project – als ??
- 1995 Comfortably Numb – als Ashely Van Dyne
- 1994 Nadja – als serveerster
- 1990 Metropolitan – als Cynthia McLean

### Televisieseries
Uitgezonderd eenmalige gastrollen.
- 1999 – 2011, 2021 Law & Order: Special Victims Unit – als Kathy Stabler – 32 afl.
- 2000 The $treet – als Alison – 3 afl.

- Gemeinsame Normdatei: 142600636
- International Standard Name Identifier: 0000 0000 8257 9407
- Library of Congress Control Number: no2008113179
- Virtual International Authority File: 68747727
- WorldCat: E39PBJxRwHckh784DHTjQBm8G3